# Charles Lindbergh

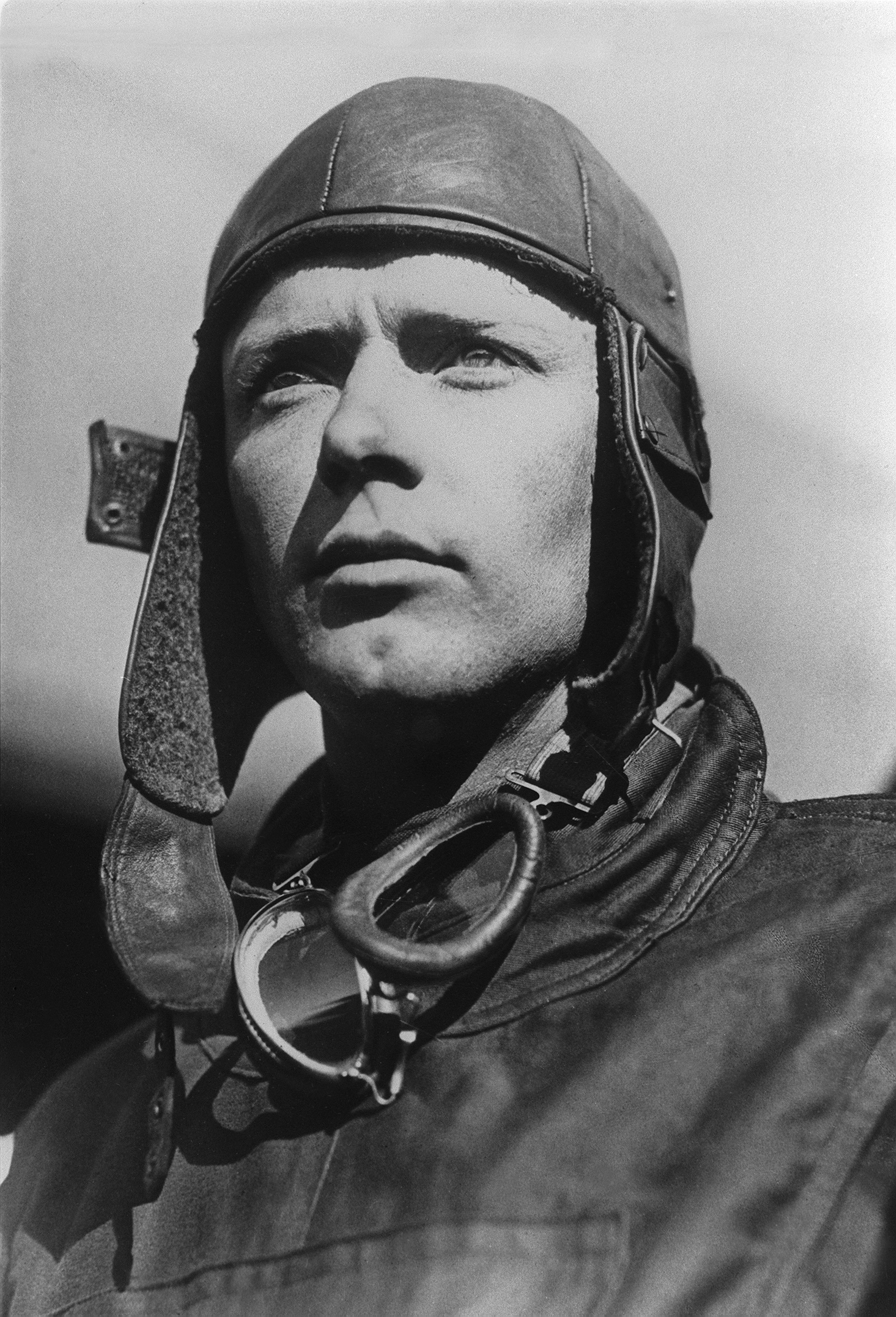
Charles Lindbergh

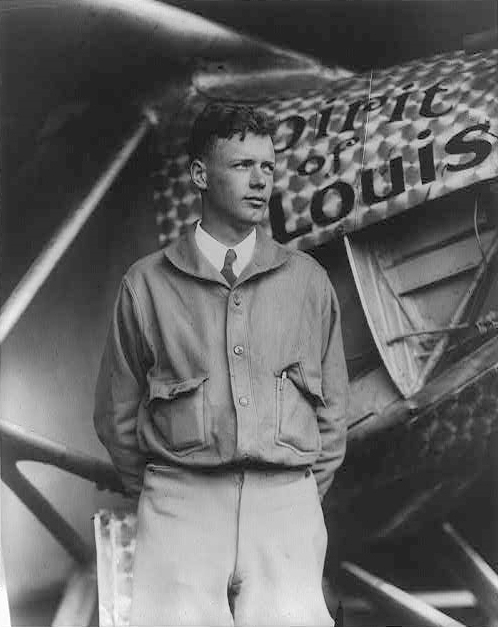
Charles Lindbergh vor der Spirit of St. Louis (1927)

Charles Augustus Lindbergh, Jr. (* 4. Februar 1902 in Detroit, Michigan; † 26. August 1974 in Kīpahulu, Maui, Hawaii) war ein US-amerikanischer Flugpionier, Schriftsteller und isolationistischer Politiker der America-First-Bewegung.
Als Pilot gelang ihm am 20. und 21. Mai 1927 die erste Alleinüberquerung des Atlantiks durch einen Nonstopflug von New York nach Paris. Für die Tat, die ihn zu einer der bekanntesten Personen der Luftfahrtgeschichte machte, erhielt er den 1919 gestifteten Orteig-Preis und die Medal of Honor. Für sein Buch The Spirit of St. Louis, eines von mehreren, die er über seinen Atlantikflug schrieb, wurde ihm 1954 der Pulitzer-Preis verliehen.
Nach Beginn des Zweiten Weltkrieges wurde der Antisemit und NS-Sympathisant Lindbergh zu einem exponierten Vertreter des Isolationismus. Er setzte sich öffentlich dagegen ein, dass die USA die europäischen Demokratien gegen Hitler-Deutschland unterstützen oder gar selbst in den Krieg eintreten sollten. Daher erlaubte ihm die US-Regierung später nur bedingt, sich am Krieg gegen Japan zu beteiligen.

## Leben

### Herkunft, Schule, Ausbildung

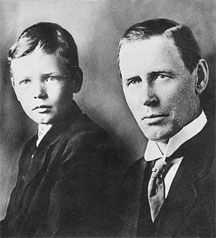
Charles Lindbergh als Kind mit seinem Vater, um 1910

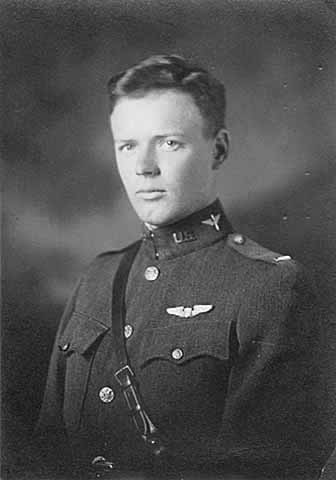
Charles Lindbergh, 1925

Charles Augustus Lindbergh, Jr., wurde in Detroit als Sohn des Rechtsanwalts und Kongressabgeordneten für Minnesota Charles August Lindbergh (1859–1924) geboren; seine Mutter Evangeline Lodge Land war Chemielehrerin. Sein Großvater väterlicherseits war Ola Månsson (1808–1893), ein einflussreicher schwedischer Politiker, der 1859 aufgrund von Korruptionsvorwürfen seine Heimat verlassen und bei seiner Einwanderung in die Vereinigten Staaten den Namen August Lindbergh angenommen hatte. Lindberghs Großvater mütterlicherseits war der Zahnarzt Charles Henry Land (1847–1922), der die Jacketkrone (Mantelkrone) erfand und als „Vater der Porzellanzahnheilkunde“ gilt.
Schon als Kind interessierte sich Lindbergh für Motoren und Maschinen. Er begann ein Maschinenbaustudium, das er allerdings 1922, nach knapp zwei Jahren, aufgrund schlechter Leistungen abbrach. Anschließend absolvierte er eine Pilotenausbildung bei der Nebraska Aircraft Corporation, die eine Mechanikerausbildung mit einschloss. Da aber kein festes Kursprogramm festgelegt worden war, kam er nur auf wenige Flugstunden. Den abschließenden Alleinflug durfte er nicht absolvieren, da er die 500 US-Dollar Sicherheitskaution für mögliche Beschädigungen des Flugzeugs nicht aufbringen konnte.
Einige Monate lang tat sich Lindbergh für Flugvorführungen mit einem anderen Piloten zusammen, wobei er jedoch nicht selbst flog, sondern nur Fallschirmsprünge unternahm. Danach kaufte er sich ein eigenes Flugzeug, eine Curtiss JN-4 „Jenny“, mit der er die noch fehlende Erfahrung erwarb und bis 1924 als Kunstflieger durchs Land zog.
In diesem Jahr trat er den US-amerikanischen Heeresfliegern (United States Army Air Service) bei, wo er eine gute Flugausbildung bekam. Nach anfänglichen Schwierigkeiten machte er im März 1925 seinen Abschluss als Jahrgangsbester. Da zu jener Zeit für Militärpiloten wenig Bedarf bestand, wurde Lindbergh Postflieger auf der Strecke St. Louis – Chicago.

### Freimaurer
Am 9. Juni 1926 wurde Charles Lindbergh in die Freimaurerloge Keystone Lodge No. 243 in St. Louis aufgenommen, wo er am 20. Oktober zum Gesellen befördert und am 15. Dezember zum Meister erhoben wurde. Während seines Atlantikflugs trug er das Freimaurersymbol als Glücksbringer auf seiner Jacke. Auch sein Flugzeug, die Spirit of St. Louis, trug das Zeichen seiner Loge.

### Atlantik-Flug
Ab 1926 beschäftigte er sich mit der Idee des Nonstopflugs von New York nach Paris. Im Mai 1919 hatte Raymond Orteig – ein in Frankreich geborener US-Amerikaner, der es vom Busschaffner zum wohlhabenden Hotelbesitzer gebracht hatte – einen Preis über 25.000 US-Dollar für den ersten Nonstopflug zwischen den beiden Städten, egal in welcher Richtung, ausgesetzt. Einige Piloten waren bereits an dieser Aufgabe gescheitert. Lindbergh kontaktierte den ziemlich unbekannten Flugzeughersteller Ryan Aeronautical in San Diego und fragte an, ob Ryan eine einmotorige Maschine für diese Strecke bauen könne. Ryan nahm die Herausforderung an, und bereits am 28. April 1927 war das Flugzeug nach nur zwei Monaten Entwicklungs- und Bauzeit fertig. Die Maschine wurde Spirit of St. Louis getauft. Schon die Überführung des Flugzeugs von Küste zu Küste geschah in Rekordzeit.

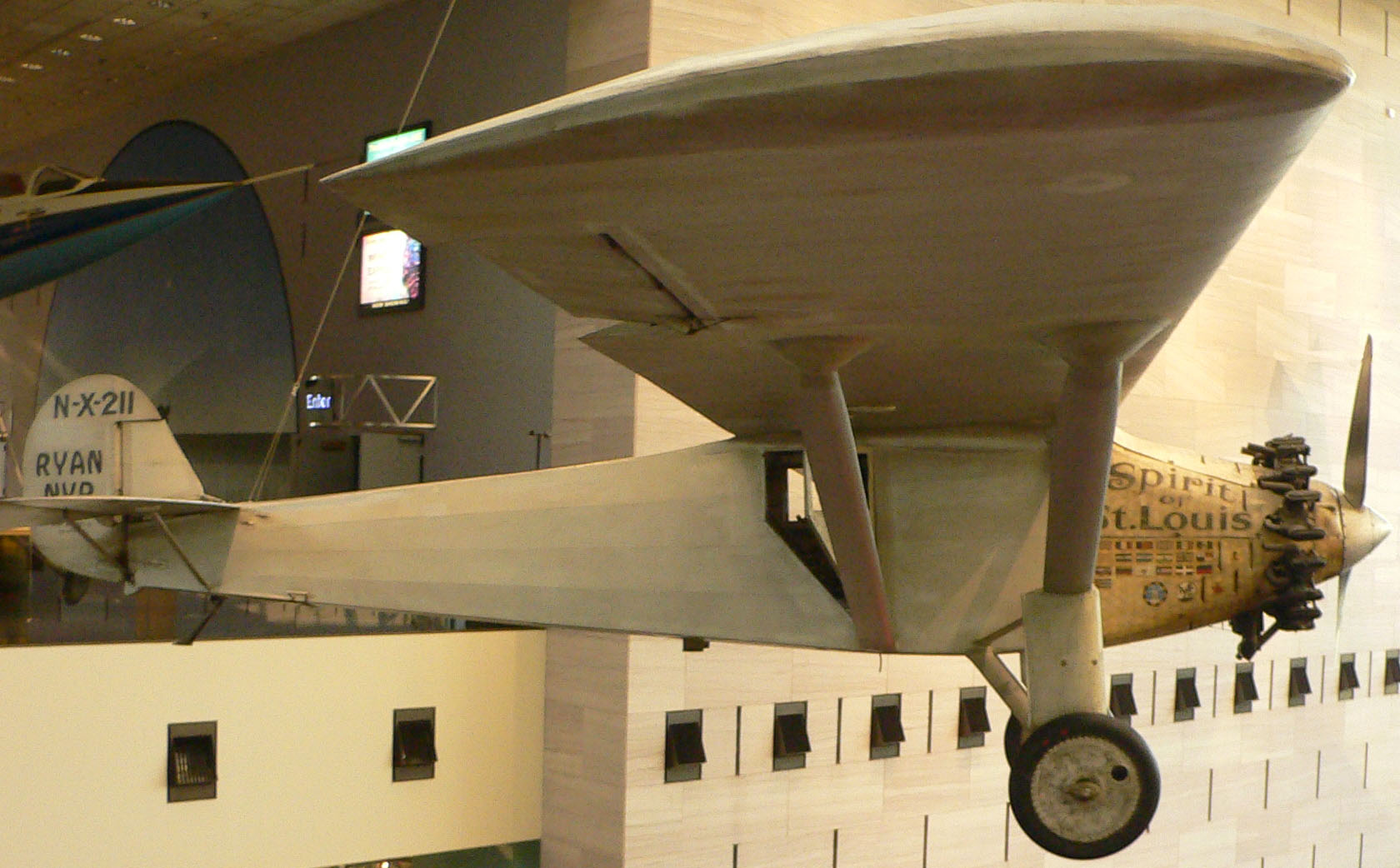
Die Spirit of St. Louis im National Air and Space Museum

Kurz vor 8 Uhr am Morgen des 20. Mai 1927 schließlich startete Lindbergh vom Roosevelt Field in New York zu seinem Alleinflug, dessen Strecke 5.808,5 km (3.610 Meilen) betrug. Aus Gewichtsgründen hatte Lindbergh zugunsten maximaler Treibstoffzuladung auf Funkgerät und Sextant verzichtet und musste sich deshalb mit Koppelnavigation mittels Armbanduhr, Karten und Kompass begnügen. Größte Probleme bereiteten ihm ein Schneesturm bei Neufundland, das er nach New York und Nova Scotia überflog, sowie die Überwindung der Müdigkeit auf seinem Weg über Südirland und Südengland auf den europäischen Kontinent. Die Navigation gelang ihm allerdings besonders gut, denn als er die Küste von Irland erreichte, war er nur 5 km vom Kurs abgewichen. Es war dann für ihn relativ leicht, an der Küste von Irland und England entlang zu fliegen und über den Ärmelkanal Frankreich zu erreichen. Paris schließlich fand Lindbergh durch die weithin sichtbare Beleuchtung des Eiffelturms mit dem Reklame-Schriftzug CITROEN.
In seiner Autobiografie schreibt Lindbergh, dass er mit dem Gedanken spielte, nach Rom weiterzufliegen, weil noch reichlich Treibstoff vorhanden war, er dort bei Tageslicht hätte landen können, und weil er sich nicht darüber klar war, wie sehr die Franzosen ihn erwarteten. Nach 33,5 Stunden landete er doch auf dem Flughafen Le Bourget in Paris unter dem Jubel einer begeisterten Menschenmenge und gewann damit das Preisgeld. Als „Flying Fool“ (Fliegender Narr) von der Presse tituliert, fand zu seinen Ehren sogar eine Konfettiparade in New York statt – Lindbergh war ein Nationalheld geworden.
Lindbergh war jedoch nicht, wie oft behauptet, der Erste überhaupt, der den Atlantik überflog. Tatsächlich war er der 67. Mensch, der dies vollbrachte, denn die erste Nonstop-Atlantiküberquerung per Flugzeug gelang bereits 1919 John Alcock und Arthur Whitten Brown. Wenige Tage später fuhr das englische Luftschiff R34 nonstop von England nach Mineola/New York und nach einer Landung nonstop zurück. Lindbergh gelang jedoch der erste Nonstopflug von New York nach Paris und die erste Alleinüberquerung des Atlantiks. Der erste Alleinflug über den Atlantischen Ozean von Ost nach West gelang am 18. August 1932 dem Schotten Jim Mollison.

### Heirat, Entführung des Sohnes

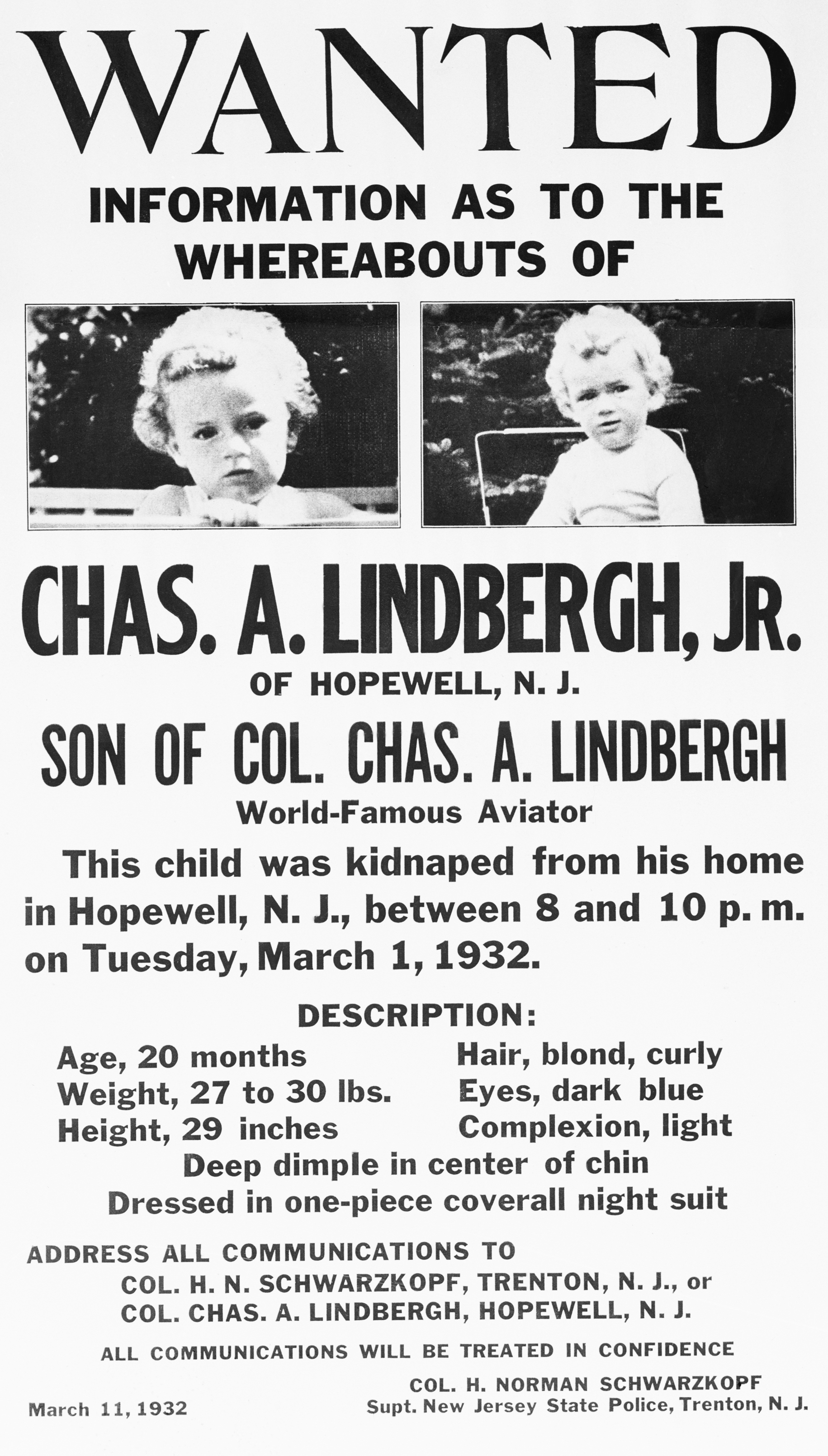
Mit diesem Plakat wurde nach dem entführten Kind gesucht

1929 heiratete Lindbergh Anne Spencer Morrow, die Tochter des Geschäftsmanns und Politikers Dwight Morrow, der er ebenfalls das Fliegen beibrachte. Anne begleitete später ihren Mann auf seinen Flügen als Kopilotin und Funkerin. Aus der Ehe gingen sechs Kinder hervor, die zwischen 1930 und 1945 geboren wurden (zu den Kindern siehe Anne Morrow Lindbergh).
Am 22. Juni 1930 wurde Sohn Charles III. geboren. Am 1. März 1932 wurde er von Unbekannten entführt, die 50.000 US-Dollar Lösegeld (entspricht inflationsbereinigt 2025 etwa 1.148.000 US-Dollar) verlangten. Am 12. Mai wurde die bereits stark verweste Kinderleiche etwa fünf Meilen von Lindberghs Anwesen entfernt gefunden. Durch Lindberghs Berühmtheit erregte der Fall großes Aufsehen. Für die Tat wurde Bruno Richard Hauptmann verurteilt und 1936 hingerichtet. Dieser bestritt stets die Tat, und bis heute gibt es Zweifel an seiner Schuld. Kritisiert wird dabei auch Lindberghs Aussage, die Stimme Hauptmanns zweifelsfrei als jene des Lösegeldempfängers erkannt zu haben, obwohl er bei der Lösegeldübergabe 70 Meter entfernt in einem Auto saß. – Die Tötung des Entführungsopfers trotz Lösegeldzahlung hat Agatha Christie zu ihrem im Januar 1934 erschienenen Roman Mord im Orient-Express inspiriert. Der Fall diente außerdem als Grundlage für das 1976 veröffentlichte Filmdrama Die Entführung des Lindbergh-Babys von Buzz Kulik.

### Aufenthalt in Europa
Im August 1932, wenige Monate nach dem Tod von Charles III., war der zweite Sohn Jon geboren worden. Charles Lindbergh fühlte sich durch die ständige Anteilnahme der Öffentlichkeit nach dem Tod seines ersten Sohnes zunehmend erschöpft und war um die Sicherheit des zweiten Kindes besorgt. Auf der Suche nach Ruhe und Sicherheit reiste das Ehepaar Lindbergh mit dem dreijährigen Kind Jon im Dezember 1935 heimlich von den USA nach England aus: Als einzige Passagiere an Bord eines Frachtschiffs, unter falschem Namen und ausgestattet mit Diplomatenpässen, fuhren sie von Manhattan nach Liverpool, wo sie am 31. Dezember 1935 ankamen. Die Familie besuchte zunächst Verwandte in Südwales und lebte dann in dem kleinen Dorf Sevenoaks Weald in der Grafschaft Kent. 1937 wurde der Sohn Land geboren. Im März 1938 kaufte Lindbergh für 16.000 US-Dollar eine kleine Insel vor der bretonischen Küste: die Île Illiec bei Penvénan. Auf der nur 1,6 Hektar großen Insel wohnte die Familie von Juni bis Anfang Dezember 1938.
Auf Ersuchen des US-Militärs und in seiner Funktion als Oberst des U.S. Army Air Corps reiste Lindbergh mehrmals nach Deutschland, um über die deutsche Luftrüstung zu berichten. Dabei traf er sich auch mit hochrangigen NS-Größen wie Hermann Göring, von dem er im Oktober 1938 das Großkreuz des Deutschen Adlerordens verliehen bekam. Im April 1939 kehrte das Ehepaar Lindbergh wieder in die Vereinigten Staaten zurück.

### Unterstützung des „America First Committee“
Nach der Gründung des America First Committee (AFC), einer isolationistischen Bewegung, die die Teilnahme der USA am Zweiten Weltkrieg zu verhindern suchte, wurde Lindbergh bald der bekannteste Sprecher dieser Organisation. In den Jahren 1940 und 1941 hielt er viel beachtete Radioansprachen und Reden vor Versammlungen mit tausenden von Zuhörern, in denen er – wie zum Beispiel in einer am 4. August 1940 ausgestrahlten Radioansprache – dafür eintrat, dass die USA sich aus dem europäischen Krieg heraushalten und sich mit den neuen Machtverhältnissen in Europa abfinden müssten:

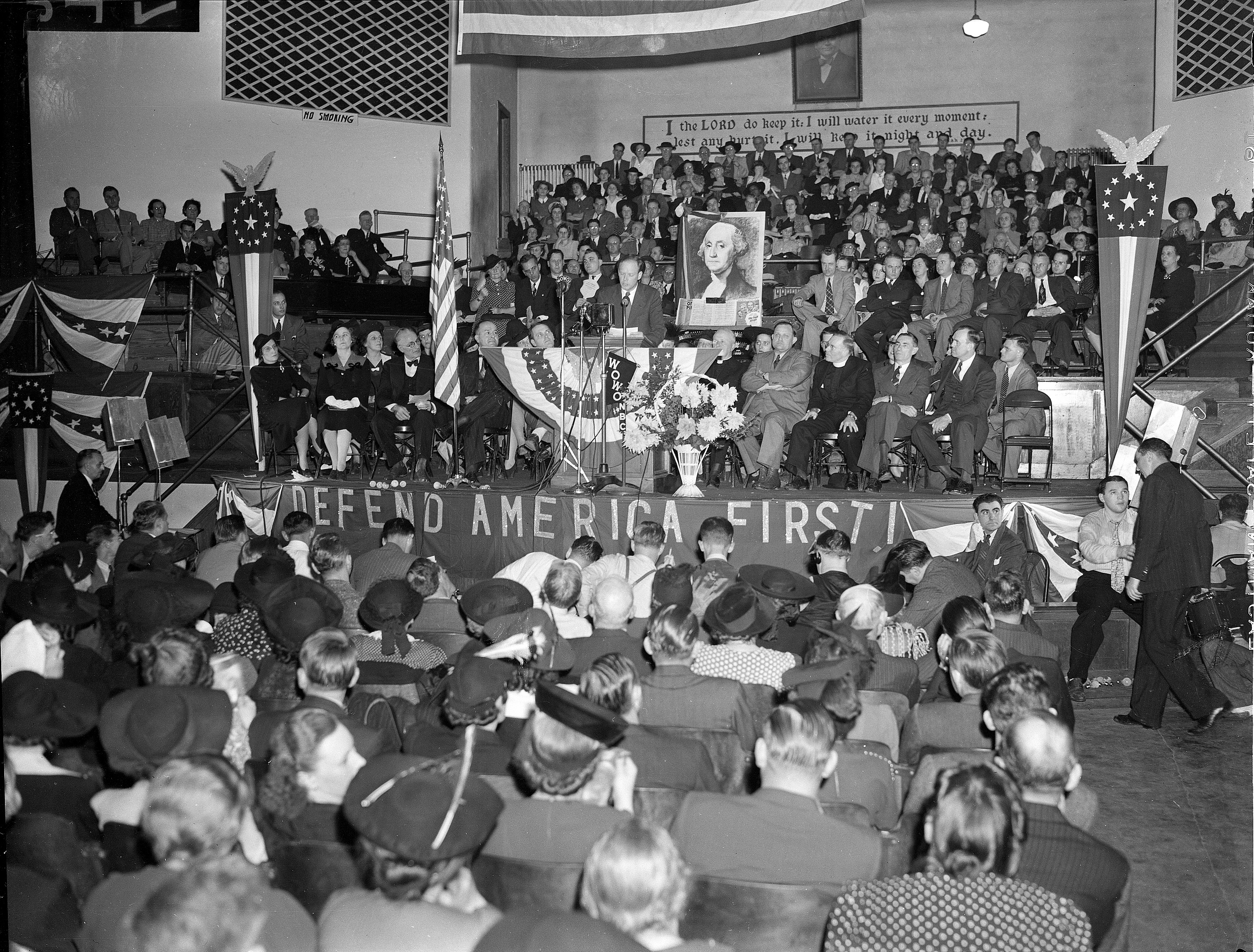
Lindbergh spricht auf einer AFC-Versammlung

“[…] no outside influence could solve the problems of European nations, or bring them lasting peace. They must work out their destiny, as we must work out ours.”

„Kein Einfluss von außen könnte die Probleme der europäischen Völker lösen oder ihnen gar einen dauernden Frieden bringen. Sie (= die europäischen Völker) müssen ihr Schicksal selbst in die Hand nehmen, so wie wir unseres in die Hand nehmen müssen.“

Ferner erklärte er:

“[…] I believe it is of the utmost importance for us to cooperate with Europe … It is only by cooperation that we can maintain the supremacy of our western civilization … Neither they nor we are strong enough to police the earth against the opposition of the other. In the past, we have dealt with a Europe dominated by England and France. In the future we may have to deal with a Europe dominated by Germany.”

„Ich glaube, dass es für uns von äußerster Wichtigkeit ist, mit Europa zusammenzuarbeiten. Nur durch Zusammenarbeit können wir die Überlegenheit unserer westlichen Zivilisation erhalten … Weder sie [die Europäer] noch wir sind stark genug, alleine die Erde gegen den Widerstand der anderen zu regieren. In der Vergangenheit hatten wir mit einem Europa zu tun, das von England und Frankreich dominiert wurde. In Zukunft haben wir möglicherweise mit einem Europa zu tun, das von Deutschland dominiert wird.“

Lindbergh war, wie sein Biograf Scott Berg schreibt, überzeugt davon, dass die mächtigen USA, von blindem Idealismus geleitet, nicht erkennen könnten, dass die Vernichtung Hitlers Europa der Barbarei Stalins ausliefere und dadurch möglicherweise der westlichen Zivilisation eine tödliche Wunde geschlagen würde.
Nachdem Präsident Roosevelt am 25. April 1941 auf einer Pressekonferenz im Weißen Haus angekündigt hatte, dass Lindbergh wegen seiner politischen Ansichten nicht wieder zum Aktivdienst in den Streitkräften einberufen werde, legte dieser am 28. April „mit tiefstem Bedauern“ seinen Rang als Oberst der Luftwaffe nieder.
Am 11. September 1941 hielt Lindbergh auf einer AFC-Versammlung in Des Moines, Iowa, seine berüchtigte Rede Who are the War Agitators?, in der er erklärte, die drei wichtigsten Gruppen, die die USA in den Krieg treiben wollten, seien „die Briten, die Juden und die Regierung Roosevelt“. Er sagte zwar, dass die Verfolgung der „jüdischen Rasse“ im Deutschen Reich von niemandem, „dem etwas an der Würde des Menschen liege“, gutgeheißen werden könne, richtete aber gleichzeitig eine deutliche Warnung an die Juden:

“But no person of honesty and vision can look on their pro-war policy here today without seeing the dangers involved in such a policy both for us and for them. Instead of agitating for war, the Jewish groups in this country should be opposing it in every possible way for they will be among the first to feel its consequences. Tolerance is a virtue that depends upon peace and strength. History shows that it cannot survive war and devastations.”

„Doch keine Person mit Ehrlichkeit und Weitsicht kann auf ihre [der Juden] kriegstreiberische Politik blicken, ohne die Gefahren zu erkennen, die solch eine Politik für uns und für sie mit sich bringt. Anstatt für den Krieg zu agitieren, sollten die jüdischen Gruppen in diesem Land in jeder möglichen Weise dagegen auftreten, weil sie die ersten sein werden, die seine Folgen zu spüren bekommen. Toleranz ist ein Wert, der von Frieden und Macht abhängt. Die Geschichte zeigt, dass sie den Krieg und seine Verwüstungen nicht überlebt.“

Schließlich wies er seine Zuhörer auch auf die angeblich von den Juden ausgehende „Gefahr“ für die Vereinigten Staaten hin:

“Their greatest danger to this country lies in their large ownership and influence in our motion pictures, our press, our radio and our government.”

„Ihre [der Juden] größte Gefahr für dieses Land liegt in ihrem großen Besitzanteil an und ihrem Einfluss auf unsere Filmindustrie, unsere Presse, unseren Rundfunk und unsere Regierung.“

Die Des-Moines-Rede trug Lindbergh heftige Kritik von der Presse, jüdischen Organisationen, Politikern aller Parteien und sogar aus den Reihen des AFC ein. Lindbergh wurde als Sympathisant der Nationalsozialisten und als Antisemit kritisiert. Die Zeitung Des Moines Register schrieb beispielsweise, dass diese Rede „ihn [Lindbergh] für jeden Führungsanspruch in politischen Angelegenheiten in dieser Republik untauglich“ mache. Lindberghs öffentliches Ansehen schwand nach dieser Rede enorm, die ferner dazu führte, dass das FBI Nachforschungen über ihn und sein Privatleben anzustellen begann. Zeitungen und Rundfunk in Deutschland wurden hingegen von Goebbels angewiesen, Lindberghs Reden nicht zu positiv zu kommentieren, da er der Ansicht war, Lob aus Nazi-Deutschland könne für Lindbergh in den USA kontraproduktiv sein und die erhoffte Wirkung von Lindberghs öffentlichen Auftritten beeinträchtigen. Das endgültige Aus für seine Tätigkeit als AFC-Redner kam schließlich mit dem japanischen Angriff auf Pearl Harbor und dem Eintritt der USA in den Zweiten Weltkrieg, der die Selbstauflösung des AFC zur Folge hatte.

### Kriegsteilnahme
Nach Kriegsbeginn beantragte Lindbergh seine Wiederaufnahme in die United States Army Air Forces, stieß dabei aber auf Widerstand seitens wichtiger Mitglieder des Kabinetts Roosevelts und bei der Presse. Auch mehrere Versuche, eine Position in der US-Luftfahrtindustrie zu finden, scheiterten zunächst. Schließlich gelang es ihm, mit Billigung der US-Regierung eine Stelle als Berater des Ford-Bomberentwicklungsprogramms in Detroit zu bekommen. In den Folgejahren bildete er Piloten für das Kampfflugzeug Corsair aus und war selbst auch als Testpilot tätig. 1944 erhielt er die Genehmigung zum pazifischen Kriegsschauplatz zu reisen, um die Corsair im Einsatz zu beobachten. Dort beteiligte er sich auch an von Neuguinea ausgehenden Einsätzen gegen japanische Ziele, zunächst noch als Bordbeobachter, schließlich aber auch als Pilot mit einem eigenen Kampfflugzeug. Im Zuge seines Einsatzes bei der 475th FG unterrichtete er am 3. Juli 1944 die Jagdfliegerpiloten der Staffel in seiner Art des spritsparenden Fliegens. Hintergrund war die Feststellung, dass er nach seinem ersten sechsstündigen Flug mit der Staffel mit 790 Liter mehr Treibstoff in den Tanks zurückkehrte als seine Kameraden. Dieses war gleichbedeutend mit einem 30-prozentigen Zugewinn an Reichweite. Nach rund 50 Kampfeinsätzen und dem Abschuss eines japanischen Kampfflugzeugs im Juli 1944 kehrte er wieder in die USA zurück, wo er fortan für ein US-Luftfahrtunternehmen arbeitete.
1953 veröffentlichte Lindbergh den autobiografischen Bericht The Spirit of St. Louis über seinen Pionierflug und dessen Vorbereitung ab September 1926. Für das Buch erhielt er 1954 den Pulitzer-Preis in der Kategorie Biographie und Autobiographie. Im gleichen Jahr wurde er auf Empfehlung von US-Präsident Dwight D. Eisenhower als Brigadegeneral in die Reserve der United States Air Force aufgenommen.

### Wissenschaftliche Betätigungen

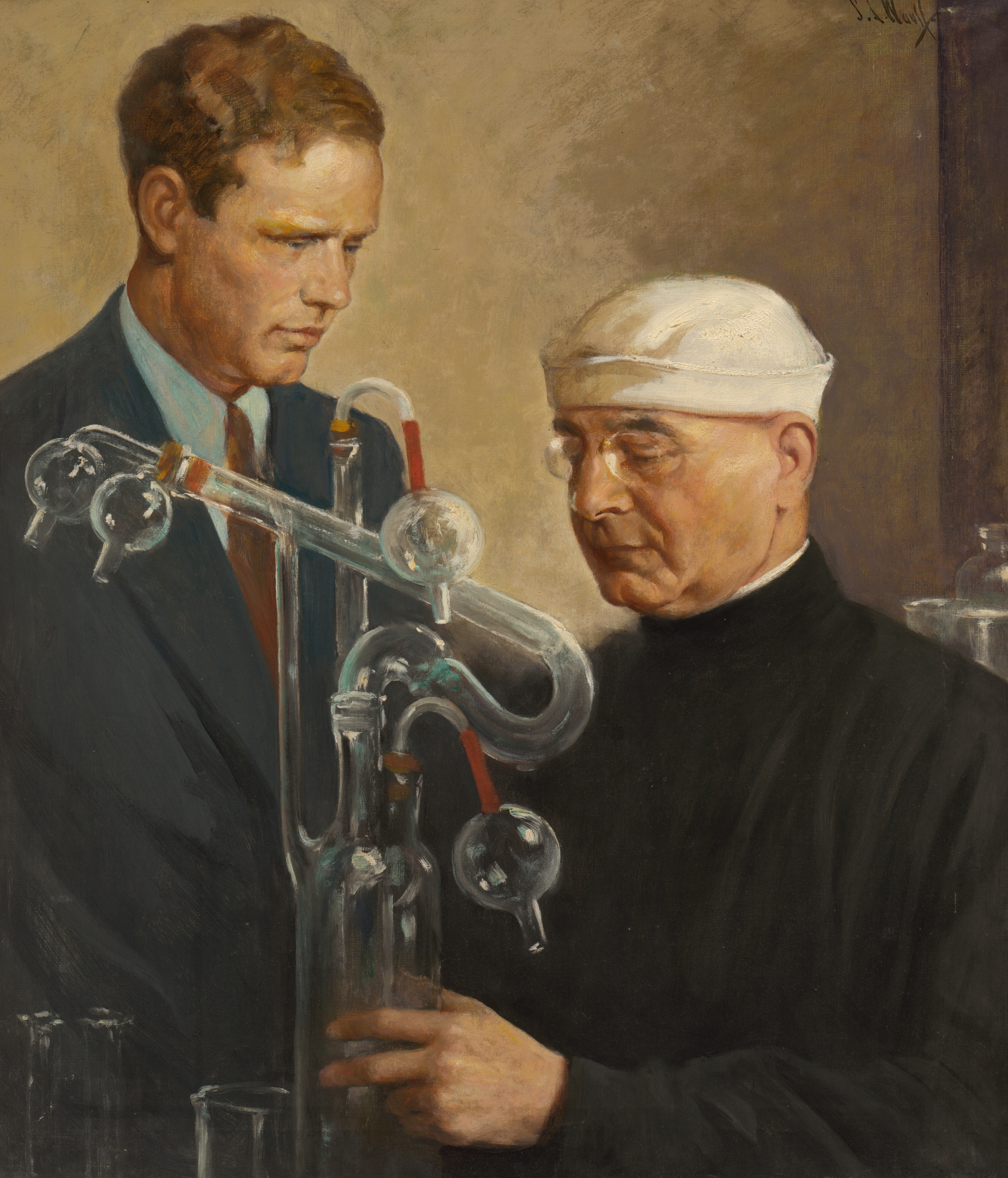
Charles Lindbergh und Alexis Carrel

Im Jahr 1930 starb Lindberghs Schwägerin an einer Herzerkrankung. Der zu diesem Zeitpunkt 28-jährige Lindbergh wunderte sich, dass es nicht möglich war, seine Schwägerin durch ein künstliches Herz zu retten. Er wandte sich deshalb an Alexis Carrel, welcher zu diesem Zeitpunkt experimenteller Chirurg am Rockefeller Institute for Medical Research war. Carrel versuchte damals, Organe außerhalb des Körpers am Leben zu erhalten, um sie dort zu behandeln oder zu untersuchen.
Lindbergh begann 1931 am Rockefeller Institut an der Perfusion von Organen außerhalb des Körpers zu forschen und führte diese Studien auch die nächsten Jahre in Frankreich fort. Obwohl die beiden überraschende Erfolge dabei erzielten, Organe außerhalb des Körpers am Leben zu erhalten, zeigten sich regelmäßig innerhalb von wenigen Tagen fortschreitende degenerative Veränderungen an den Organen.
Trotzdem begann Lindbergh eine Maschine zu bauen, mit der die Organe gerettet werden sollten. Nach vier Jahren hatte er zusammen mit Carrel ein Gerät fertiggestellt, mit dem es möglich war, eine Niere, eine Schilddrüse, einen Eierstock oder ein Herz wochenlang im Labor am Leben zu halten. Diesem Durchbruch in der medizinischen Forschung verdankten Carrel und Lindbergh 1938 auch eine Platzierung auf dem Cover der amerikanischen Zeitschrift Time.
Später wurde Lindberghs Pumpe von anderen Wissenschaftlern weiterentwickelt, was letztlich zur Entwicklung der ersten Herz-Lungen-Maschine führte.
Sowohl Lindbergh als auch Carrel waren zumindest während ihrer Zusammenarbeit Anhänger der Eugenik. Lindbergh berichtete nach dem Zweiten Weltkrieg, dass er bestürzt von den Eindrücken aus den Konzentrationslagern in Deutschland war und dass er sich im Bezug auf seine Ansichten zur Eugenik geirrt hat.

### Zweite, dritte und vierte Familie
Von 1957 bis zu seinem Tode im Jahr 1974 hatte Lindbergh ein Verhältnis mit der 24 Jahre jüngeren Hutmacherin Brigitte Hesshaimer († 2001) aus München. Sie hatten gemeinsam zwei Söhne und eine Tochter. Die Beziehung blieb bis zum Schluss geheim. Die Kinder kannten die wahre Identität ihres Vaters nicht, der nur selten zu Besuch kam. Für sie hieß er „Careu Kent“. Selbst Lindberghs Biografen blieben diese Nachkommen verborgen.
Die Tochter Astrid Bouteuil fand später einen Zeitschriftenartikel über Lindbergh, entdeckte Fotografien und etwa 150 Briefe von ihm an ihre Mutter. Im Jahr 2003, zwei Jahre nach deren Tod, trat sie mit ihrem Wissen an die Öffentlichkeit. Die Süddeutsche Zeitung enthüllte das Doppelleben Lindberghs im August 2003 im deutschsprachigen Raum. Ein postumer Vaterschaftstest (DNA-Analyse an der Universität München) im November 2003 bestätigte die Richtigkeit der Vermutungen.
Darüber hinaus pflegte Lindbergh eine Beziehung zu Brigitte Hesshaimers Schwester Marietta, aus der zwei Söhne hervorgingen, sowie zu seiner Privatsekretärin Valeska, deren Nachname nicht bekannt ist und mit der er einen Sohn und eine Tochter hatte, deren Namen nicht bekannt sind.
Die sieben Kinder aus diesen Beziehungen wurden in den Jahren 1958 bis 1967 geboren:
- Dyrk (1958–2015), Sohn von Brigitte Hesshaimer
- N. N. (* 1959), Sohn von Valeska
- Astrid (* 1960), Tochter von Brigitte Hesshaimer
- N. N. (* 1961), Tochter von Valeska
- Vago (* 1962), Sohn von Marietta Hesshaimer
- Christoph (* 1966), Sohn von Marietta Hesshaimer
- David (* 1967), Sohn von Brigitte Hesshaimer

### Tod und Grabstätte

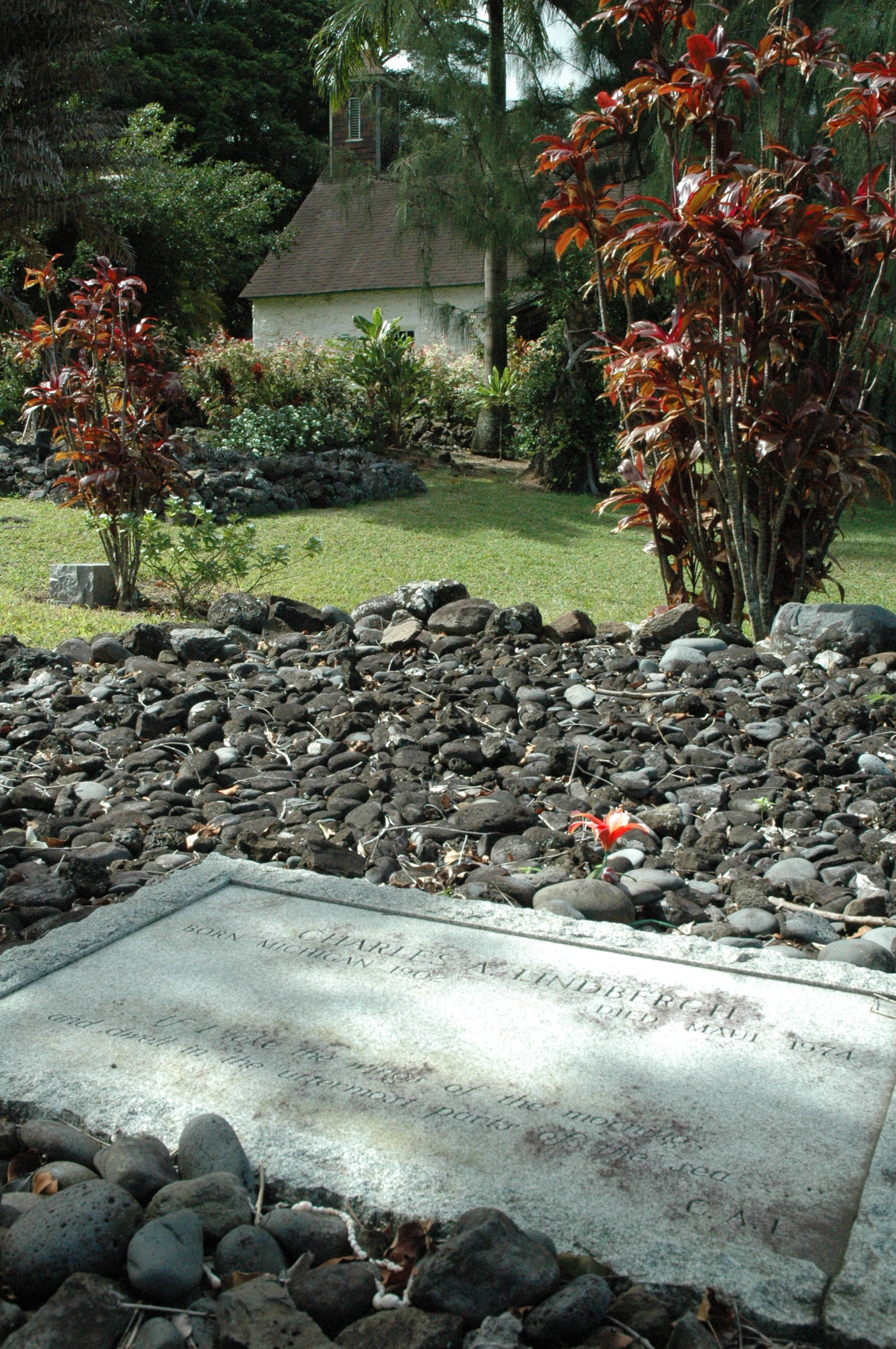
Grabstein

Am 26. August 1974 um 7:15 Uhr starb Lindbergh im Alter von 72 Jahren in seinem Haus auf der Hawaii-Insel Maui an Lymphdrüsenkrebs.
Sein Grab befindet sich in der Palapala Hoʻomau Church in Kīpahulu, Maui. Auf seinem Grabstein steht ein Vers aus Psalm 139 (Ps 139,9 ):

“If I take the wings of the morning, and dwell in the uttermost parts of the sea”

„Erhöbe ich die Flügel der Morgenröte und ließe mich nieder am äußersten Ende des Meeres“

Gedanklich ist hier die Auflösung im nächsten Vers des Psalms zu ergänzen: „… auch dort würde deine Hand mich leiten und deine Rechte mich fassen.“

## Ehrungen
1927 wurde Lindbergh durch Beschluss des US-Kongresses mit der Medal of Honor, der höchsten militärischen Tapferkeitsauszeichnung der USA, ausgezeichnet.

“For displaying heroic courage and skill as a navigator, at the risk of his life, by his nonstop flight in his airplane, the ‘Spirit of St. Louis’, from New York City to Paris, France, 20–21 May 1927, by which Capt. Lindbergh not only achieved the greatest individual triumph of any American citizen but demonstrated that travel across the ocean by aircraft was possible.”

„Für seinen heldenhaften Mut und seine Fähigkeiten als Navigator, unter Einsatz seines Lebens, beim Nonstopflug mit seinem Flugzeug ‘Spirit of St. Louis’ von New York nach Paris am 20–21. Mai 1927, mit dem Capt. Lindberg nicht nur den größten persönlichen Triumph eines jeden amerikanischer Bürgers erreichte, sondern auch demonstrierte, dass eine Reise mit dem Flugzeug über das Meer möglich war.“

- 1927 war er Mann des Jahres des Magazins Time.
- 1927 war er zudem Preisträger der Goldenen Luftmedaille der FAI.
- 1933 gab Lauge Koch einer Ansammlung von Nunataks in Ostgrönland den Namen Lindbergh Fjelde, nachdem Lindbergh mit seiner Frau den Grönländischen Eisschild überflogen und Koch auf Ella Ø getroffen hatte.[27]
- 1938 erhielt er das von Adolf Hitler gestiftete Großkreuz des Deutschen Adlerordens.
- 1954 erhielt er für seine Autobiographie The Spirit of St. Louis den Pulitzer-Preis in der Kategorie Biographie und Autobiographie.
- 1976 wurde der Mondkrater Lindbergh nach ihm benannt.[28]
- 2020 eröffnete das nach ihm benannte Hotel Charles Lindbergh im Phantasialand.

## Schriften (Auswahl)
- 1927: We.
  - Deutsch:  Wir zwei. Im Flugzeug über den Atlantik. F. A. Brockhaus, Leipzig 1927, in der Reihe „Reisen und Abenteuer“.
- 1953: The Spirit of St. Louis. Deutsch: Mein Flug über den Ozean. S. Fischer, Berlin/Frankfurt am Main 1954 (DNB 453056199).
- 1978: Autobiography of Values (unvollendetes Werk, postum veröffentlicht). 
  - Deutsch (übersetzt von Johannes Eidlitz): Stationen meines Lebens. Memoiren. Molden, Wien/München/Zürich/New York 1980, ISBN 3-217-00945-2.

## Rezeption

### Filme

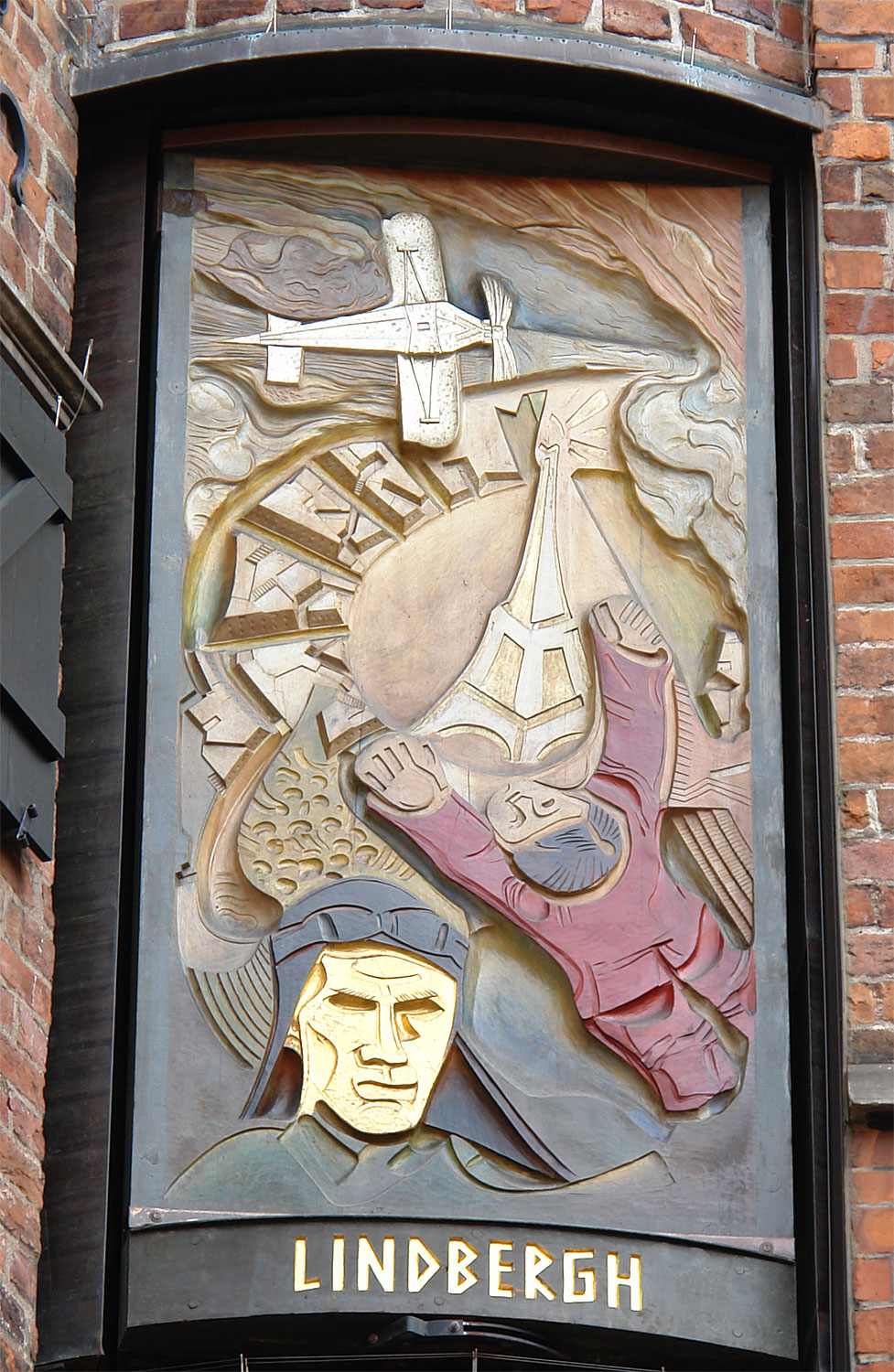
Hölzernes Flachrelief von Bernhard Hoetger am Haus des Glockenspiels in Bremen, 1928

- Lindbergh – Mein Flug über den Ozean (Originaltitel: The Spirit of St. Louis), USA 1957, Regie: Billy Wilder
- Kamenz und das Lindbergh-Baby. Spiegel TV

### Hörspiel
- 1963: Mein Flug über den Ozean (6 Teile). Autor: Charles Lindbergh, Regie: Heinz Dieter Köhler. Sprecher: Hansjörg Felmy (Charles Lindbergh), Kurt Lieck (Vater Lindbergh), Wolfgang Wahl (Ben John), Hermann Lenschau (Bill Robertson), Heinz von Cleve (Harold Bixby), Alwin Joachim Meyer (Harry Knight). Produktion: WDR.

### Sonstige Rezeption
- In Plane Crazy, dem ersten Micky-Maus-Stummfilm von 1928, versucht Micky, das Vorbild Lindbergh zu imitieren.[29]
- In Puerto Rico existiert ein gefrorenes Fruchteis namens „Limber“ (In Anlehnung an Lindbergh), das er am 4. Februar 1928 bei seiner Landung in Puerto Rico angeboten bekommen haben soll.[30]
- Ein von Bertolt Brecht 1929 verfasstes „Radiolehrstück für Knaben und Mädchen“ mit dem Titel Der Flug der Lindberghs hat die Atlantiküberquerung zum Thema. Mit dem Hörspiel soll aufgezeigt werden, dass der Atlantikflieger seinen Ozeanflug nicht alleine bewältigte, sondern wie jeder große Erfinder, Forscher und Herrscher Helfer hatte.
- Der Tanz Lindy Hop aus den 1930er Jahren trägt seinen Namen angeblich in Anlehnung an eine Schlagzeile zu Lindberghs Flug.
- Auf dem von Johnny Bruck geschaffenen Titelbild des 1962 veröffentlichten Perry-Rhodan-Heftromans Nr. 19, Der Unsterbliche, wurde die Figur Perry Rhodan abgebildet. Sie trägt die Gesichtszüge Charles Lindberghs.[31]
- Die Entführung des Kindes von Charles Lindbergh wurde 1988 in dem dänischen Film Emmas Schatten thematisiert.
- Auf dem Album Mesner Tracks veröffentlicht das deutsche Musikprojekt Wumpscut 1991 den Titel Lindbergh.
- Philip Roth entwirft 2004 in seinem Roman Verschwörung gegen Amerika ein alternativweltgeschichtliches Szenario, in dem Lindbergh 1940 zum amerikanischen Präsidenten gewählt wird, woraufhin die USA nicht in den Zweiten Weltkrieg eintreten.
- Die Hard-Rock-Band Crystal Ball veröffentlichte 2005 auf ihrem Album Timewalker das Musikstück Powerflight, in dem Lindberghs Atlantikflug thematisiert wird.
- Torben Kuhlmann, Suzanne Levesque: Lindbergh – Die abenteuerliche Geschichte einer fliegenden Maus, Graphic Novel, NordSüd, Zürich 2014, ISBN 978-3-314-10210-3. Diverse Auszeichnungen, u. a. laut Stiftung Buchkunst „eines der schönsten deutschen Bücher 2014“.
- Im Phantasialand eröffnete im Jahr 2020 ein Themenhotel namens Charles Lindbergh.[32][33]
- Detlef Michelers: Charles Lindbergh, Flieger, Feature, NDR 2002 und CD mit Booklet in Der Audio Verlag, 2002, ISBN 3-89813-187-4. Mit Wolf-Dietrich Sprenger, Jens Wawrczeck, Brigitte Röttgers und Wolfgang Kaaven.